# تريفور بروير
تريفور بروير (بالإنجليزية: Trevor Brewer)‏ هو لاعب اتحاد الرغبي بريطاني، ولد في 16 أغسطس 1930 في نيوبورت في المملكة المتحدة، وتوفي في 15 يوليو 2018 في ريدنغ في المملكة المتحدة.

## وصلات خارجية
- تريفور بروير عل موقع إسبنسكروم (الإنجليزية)